# Aleksandr Volodko
Aleksandr Volodko, né le 8 juin 1986, est un footballeur biélorusse ayant évolué au poste de milieu défensif.
Actif au niveau professionnel de 2005 à 2020, il a principalement joué pour le BATE Borisov avec qui il remporte le championnat biélorusse à dix reprises et prend part à cinq phases de groupes de Ligue des champions.

## Biographie

### En club
Le 19 septembre 2012, Volodko ouvre le score dans un match de Ligue des champions contre le LOSC, match qui sera finalement remporté 3 buts à 1 par les Biélorusses. Ce match est la toute première victoire de toute l'histoire du club en phase de groupe de Ligue des champions.
Le 5 août 2014, il ouvre le score contre le Debrecen VSC (victoire 3-1 de Borisov).
Après une dernière année au BATE Borisov en 2020, Volodko prend sa retraite sportive à l'issue de la saison et rejoint dans la foulée l'encadrement technique du club en tant qu'entraîneur-assistant.

### En sélection nationale
Volodko joue son premier match pour la Biélorussie en octobre 2012 contre l'Espagne. Il marque son premier but en équipe nationale contre la Hongrie en février 2013 (match nul 1-1).

## Statistiques
| Saison                | Club                  | Championnat           | Championnat | Championnat | Coupe(s) nationale(s) | Coupe(s) nationale(s) | Compétition(s) continentale(s) | Compétition(s) continentale(s) | Compétition(s) continentale(s) | Total | Total |
| Saison                | Club                  | Division              | M.          | B.          | M.                    | B.                    | Comp.                          | M.                             | B.                             | M.    | B.    |
| 2005                  | Dinamo Brest          | D1                    | 9           | 0           | 1                     | 0                     | -                              | -                              | -                              | 10    | 0     |
| 2006                  | Dinamo Brest          | D1                    | 13          | 1           | 4                     | 0                     | -                              | -                              | -                              | 17    | 1     |
| 2007                  | Dinamo Brest          | D1                    | 25          | 1           | 6                     | 0                     | C3                             | 2                              | 0                              | 33    | 1     |
| 2008                  | Dinamo Brest          | D1                    | 15          | 1           | 2                     | 0                     | -                              | -                              | -                              | 17    | 1     |
| Sous-total            | Sous-total            | Sous-total            | 62          | 3           | 13                    | 0                     | -                              | 2                              | 0                              | 77    | 3     |
| 2008                  | BATE Borisov          | D1                    | 10          | 0           | 1                     | 0                     | C1                             | 6                              | 0                              | 17    | 0     |
| 2009                  | BATE Borisov          | D1                    | 23          | 2           | 7                     | 0                     | C1+C3                          | 4+7                            | 0+1                            | 41    | 3     |
| 2010                  | BATE Borisov          | D1                    | 28          | 2           | 8                     | 0                     | C1+C3                          | 2+6                            | 0                              | 44    | 2     |
| 2011                  | BATE Borisov          | D1                    | 27          | 0           | 2                     | 0                     | C3+C1                          | 2+10                           | 0+1                            | 41    | 1     |
| 2012                  | BATE Borisov          | D1                    | 25          | 0           | 2                     | 0                     | C1                             | 12                             | 2                              | 39    | 2     |
| 2013                  | BATE Borisov          | D1                    | 24          | 1           | 1                     | 0                     | C3+C1                          | 2+1                            | 0                              | 28    | 1     |
| 2014                  | BATE Borisov          | D1                    | 27          | 2           | 2                     | 0                     | C1                             | 10                             | 1                              | 39    | 3     |
| 2015                  | BATE Borisov          | D1                    | 8           | 1           | 3                     | 0                     | C1                             | 6                              | 0                              | 17    | 1     |
| 2016                  | BATE Borisov          | D1                    | 16          | 6           | 5                     | 0                     | C1                             | 3                              | 0                              | 24    | 6     |
| 2017                  | BATE Borisov          | D1                    | 24          | 1           | 4                     | 0                     | C1+C3                          | 3+7                            | 0                              | 38    | 1     |
| Sous-total            | Sous-total            | Sous-total            | 212         | 15          | 35                    | 0                     | -                              | 81                             | 5                              | 328   | 20    |
| 2018                  | Chakhtior Karagandy   | D1                    | 26          | 1           | 1                     | 0                     | -                              | -                              | -                              | 27    | 1     |
| 2019                  | Chakhtior Salihorsk   | D1                    | -           | -           | -                     | -                     | -                              | -                              | -                              | 0     | 0     |
| 2020                  | BATE Borisov          | D1                    | 4           | 0           | -                     | -                     | C3                             | 1                              | 0                              | 5     | 0     |
| Total sur la carrière | Total sur la carrière | Total sur la carrière | 304         | 19          | 49                    | 0                     | -                              | 84                             | 5                              | 437   | 24    |

## Palmarès
Dinamo Brest
- Vainqueur de la Coupe de Biélorussie en 2007.

 BATE Borisov
- Champion de Biélorussie en 2008, 2009, 2010, 2011 2012, 2013, 2014, 2015, 2016  et 2017.
- Vainqueur de la Coupe de Biélorussie en 2010 et 2015.
- Vainqueur de la Supercoupe de Biélorussie en 2010, 2011, 2013, 2014, 2015, 2016 et 2017.